# Očkov
Očkov (em húngaro: Ocskó) é um município da Eslováquia, situado no distrito de Nové Mesto nad Váhom, na região de Trenčín. Tem 4,94 km² de área e sua população em 2018 foi estimada em 484 habitantes.

## Demografia
| Ano:        | 1994 | 2004   | 2014   | 2024   |
| ----------- | ---- | ------ | ------ | ------ |
| Broj ljudi: | 428  | 448    | 488    | 493    |
| Razlika:    |      | +4,67% | +8,92% | +1,02% |

| Ano:               | 2023 | 2024   |
| ------------------ | ---- | ------ |
| Número de pessoas: | 484  | 493    |
| Diferença:         |      | +1,85% |